# Grant Hardie
Grant Hardie (* 27. März 1992 in Dumfries) ist ein schottischer Curler. Derzeit spielt er als Third im Team von Bruce Mouat.

## Karriere
Grant Hardie wurde bereits früh in der Kindheit von seinen Eltern in das Curling eingeführt. Während seines Studiums an der University of Strathclyde nahm er mit seinem Team an der Winter-Universiade 2015 teil, die er mit seinem Team unter Skip Kyle Smith als Dritter beendete.
Bei der Curling-Mixed-Weltmeisterschaft 2017 führte er das schottische Team (Second: Billy Morton, Third: Rhiann Macleod, Lead: Barbara McFarlane) als Skip mit einem 8:5-Finalsieg gegen die kanadische Auswahl zum Weltmeistertitel.
Im Jahr 2017 schloss er sich mit Bruce Mouat zusammen und bildete eine neue Mannschaft (Skip: Bruce Mouat, Second: Bobby Lammie, Lead: Hammy McMillan junior). Zusammen wurden sie Dritte bei der Weltmeisterschaft 2018 und Zweite bei der Weltmeisterschaft 2021. In denselben Jahren wurden sie zudem Europameister.
Bei den Olympischen Winterspielen 2022 in Peking trat Hardie im Team Mouat für Großbritannien an. Nachdem sie die Round Robin überstanden, trafen sie im Halbfinale auf die USA. Dieses Spiel gewannen sie mit 8:4, verloren jedoch das Finale mit 4:5 gegen das schwedische Team um Skip Niklas Edin und gewannen die Silbermedaille.

## Privatleben
Hardie erwarb einen Master-Abschluss der University of Strathclyde in Civil and Environmental Engineering.
Er ist der Neffe des Curling-Weltmeisters von 1999 Hammy McMillan, dessen Sohn Hammy McMillan junior als Lead in Hardies Team spielt.